# João da Mota e Silva
João da Mota e Silva (ur. 14 sierpnia 1685 w Guimarães, zm. 4 października 1747 w Lizbonie) – portugalski kardynał i polityk.

## Życiorys
26 listopada 1727 roku uczynił go kardynałem papież Benedykt XIII. W 1732 został arcybiskupem Bragi. Wybór ten nie został jednak nigdy potwierdzony przez Stolicę Apostolską.
Cieszył się zaufaniem króla Jana V, więc kiedy w 1736 zmarł minister Diogo de Mendonça Corte Real, został mianowany pierwszym ministrem (secretário de Estado) w państwie. Pomagał mu ojciec Pedro da Mota e Silva, pełniący funkcję secretário de Estado do Reino (≈MSW).